# 亚西亚拉
亚西亚拉是巴西戈亚斯州的一个市镇。总面积1625.284平方公里，总人口11841人，人口密度7.3人/平方公里。